# Планета изгнания
«Планета изгнания» (англ. Planet of Exile) — фантастический роман американской писательницы Урсулы Ле Гуин. Книга входит в Хайнский цикл. Действие романа происходит в будущем на далёкой планете, потерявшей связь с Землёй.
Прообразом Космопора на Вереле послужил остров-крепость Мон-Сен-Мишель.

## Сюжет
Действие романа происходит на Вереле, третьей планете Этамина. Планета обращается вокруг светила за 60 земных лет, поэтому немногие из её обитателей дважды застают одно время года. На Вереле уже 600 лет существует земная колония — Космопорт (Космопор), по неизвестным причинам потерявшая связь с родной планетой и Лигой миров. По соседству с ними живут туземцы, Люди Аскатевара, как и земляне, являющиеся потомками хайнцев. Два народа практически игнорируют друг друга, однако, когда наступает очередная долгая зима, они вынуждены объединить свои силы в борьбе против чуждых кочевников — гаалей. Сами колонисты вынуждены не подниматься выше технического уровня туземцев, и к тому же у них рождается всё меньше жизнеспособных детей. На фоне этой войны за выживания проходит любовная линия между землянином Джейкобом Агатом и туземкой Ролери, и эта любовь способна навсегда объединить оба народа.
Ролери и Агат впервые встречаются, когда любопытная девушка — «такая задумчивая, дерзкая, одинокая» — приходит посмотреть его город «дальнерождённых». Агат к собственному удивлению предупреждает её телепатически о надвигающемся приливе, ибо, как говорят его соплеменники, «врождённый дар — редчайшая вещь в мире».
В дальнейшем он пытается заключить союз, преодолевая как неприятие и расизм туземцев, так и предрассудки колонистов. Узнав о том, что Ролери провела ночь с чужаком, туземцы из её клана избивают Агата, девушка находит его полуживым и с великим трудом доставляет в Космопор.
Зимний город — Тевар — захватывают гаали, часть жителей, в том числе старого отца Ролери и её брата Умаксумана спасают жители Космопора. Осада становится для всех суровым испытанием и одновременно сплачивает колонистов и аборигенов. Во время войны выясняется, что раны колонистов могут воспаляться, а значит, за столетия их организмы адаптировались к условиям планеты. Ролери воспринимает это как возможность родить Агату сына.
На последних страницах романа гаали уходят из города, а Агат и Ролери стоят у погребального костра её отца вместе с выжившими туземцами.

## Персонажи
- Джейкоб Агат — фактический лидер Совета Космопорта, главный герой.
- Ролери — главная героиня из туземцев, одинока в связи с тем, что рождена в период Летнего Бесплодия. Она независима и своевольна, как и у сородичей, у неё светлая кожа и золотые глаза. Обладает редкой способностью к мысленной речи.
- Вольд — отец Ролери, мудрый, но своенравный старейшина из города Тевар.
- Умаксуман — один из осеннерождённых сыновей Вольда, любил военные набеги и стычки с врагами.
- Уквет — внук Вольда, хотя он старше Умаксумана.
- Элла Пасфаль — член Совета колонистов, мудрая и остроумная старуха.
- Сейко Эсмит — последняя представительница своей знаменитой семьи, потомков первого главы колонии. Красивая, нервная, язвительная, замкнутая женщина среднего возраста.

## Связь с Хайнским циклом
Народы различных миров во вселенной Ле Гуин происходят с одной планеты, Хайна. Не является исключением и Верель, населённый двумя хайнскими расами, «дальнерождённые» (колонисты) и «врасу» (туземцы), как они друг друга называют. Умение мысленной речи, которым владеют дальнерождённые, было перенято с планеты Роканнон, то есть с планеты, где происходит действие предыдущего романа цикла.
В следующем по хронологии произведении цикла, «Городе иллюзий», верельская экспедиция, состоящая из смешанных потомков этих двух рас, посещает Землю, захваченную враждебными Сингами. Главным героем романа является верельский навигатор Рамаррен, которому Синги стёрли память.

## Литературное значение и критика
«Планета изгнания» вместе с «Планетой Роканнона» и «Городом иллюзий» показывают стремление Ле Гуин как нового писателя прийти к правдоподобному, однозначно запоминающемуся и простому месту действия своих произведений.

## Переводы
- Русский: «Планета изгнания», 1980, 1992, 1993, 1997, 1999, 2006
- Итальянский: Il Pianeta dell’esilio, 1979
- Немецкий: Das zehnte Jahr, 2002
- Финский: Maanpakolaisten planeetta, 2011